# Ирвин, Джеймс

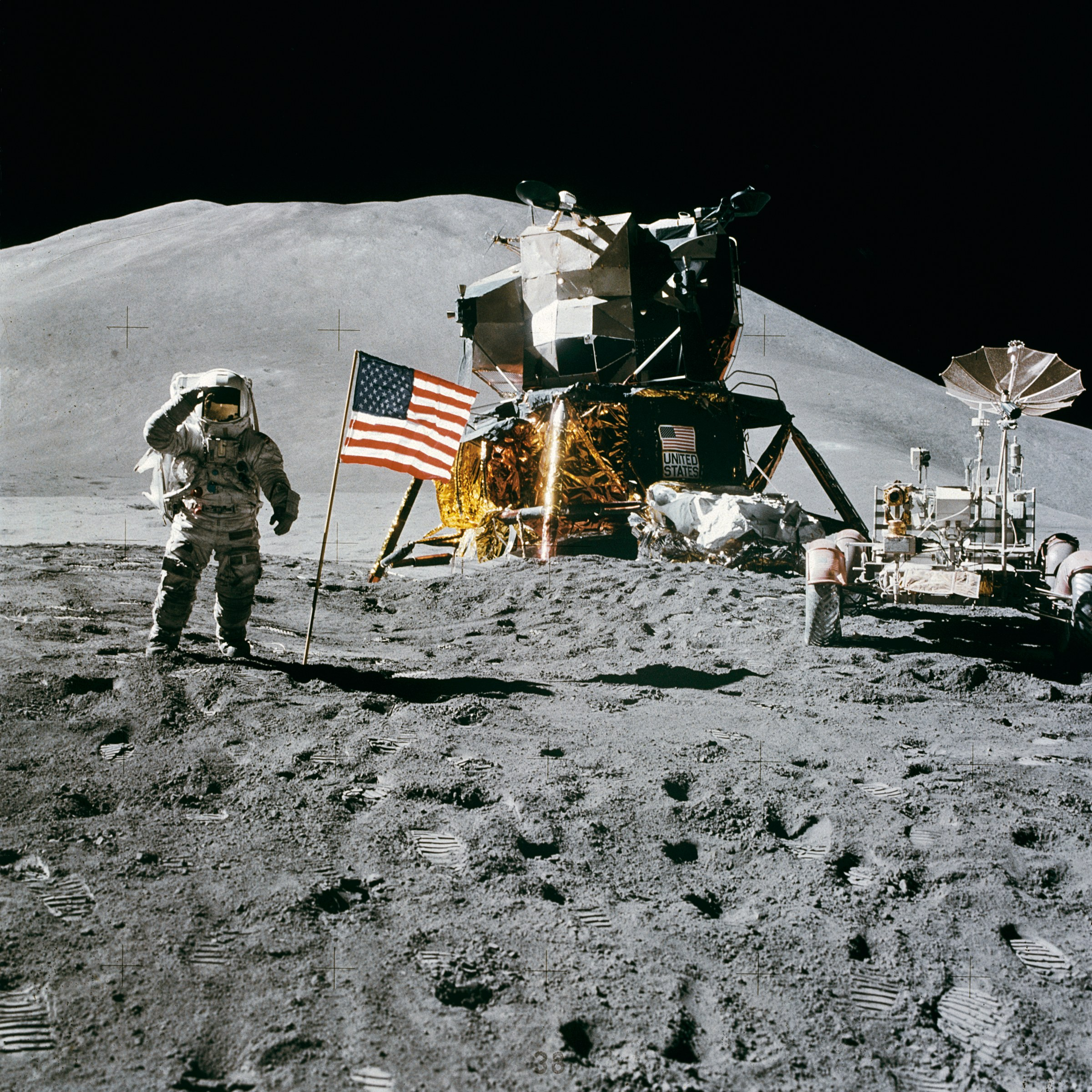
Джеймс Ирвин отдаёт честь флагу США. На заднем плане — гора Хадли Дельта (около 4000 м)

Джеймс Бе́нсон «Джим» И́рвин (англ. James Benson «Jim» Irwin; 17 марта 1930 — 8 августа 1991) — 30-й астронавт США, 55-й астронавт мира. Восьмой человек, побывавший на Луне.

## Биография
Родился 17 марта 1930 года в городе Питтсбург, штат Пенсильвания в семье водопроводчика. В 1947 окончил школу в Солт-Лейк-Сити (Юта). Получил степень бакалавра наук в области морских наук в Военно-морской академии США в 1951 году и степень магистра наук в области авиационной техники и приборостроения в Мичиганском университете в 1957 году.
Окончил экспериментальную школу лётчиков-испытателей ВВС в 1961 и школу лётчиков-испытателей аэрокосмической техники в 1963. До прихода в НАСА был начальником отделения (Advanced Requirements Branch ) в штаб-квартире командования ПВО. Также был летчиком-испытателем Lockheed YF-12, истребителя-перехватчика со скоростью 3 Маха, который предшествовал перехватчику Lockheed SR-71 Blackbird. В 1961 году пилот-курсант, которого обучал Ирвин, разбил самолет, на котором они летели во время учебного задания. Оба выжили, но Ирвин получил сложные переломы, амнезию и чуть не потерял ногу. За время военной службы налетал более 7015 часов, из которых 5300 часов – на реактивных самолетах.

## Карьера в НАСА
Был одним из 19 астронавтов 5-й группы, отобранных НАСА в апреле 1966 года. В 1969 году был сначала членом экипажа поддержки «Аполлона-10», затем дублёром пилота лунного модуля «Аполлона-12».
26 марта 1970 был объявлен в составе миссии «Аполлона-15» в качестве пилота лунного модуля. Из-за аварии «Аполлона-13» полёт был отложен и его программа пересмотрена (в сторону увеличения продолжительности нахождения на Луне до трёх суток, изменения района высадки и использования луномобиля).

### Полёт на «Аполлоне-15»
Свой полёт в космос совершил в качестве пилота лунного модуля «Аполлона-15» (26 июля — 7 августа 1971).
Снимал процесс сближения и перестыковки командно-служебного и лунного модулей на земной орбите на цветную телекамеру, изображение напрямую транслировалось на Землю.
В этом полёте участвовал в четвёртой высадке людей на Луну (общая длительность пребывания лунного модуля на поверхности Луны — 66 часов 55 мин), стал восьмым человеком, побывавшим на Луне, и первым ушедшим из жизни среди тех, кто ступал на лунную поверхность.
Позже Ирвин так вспоминал о моменте посадки: «Загорелся индикатор, и я закричал: „Контакт!“ Дэйв мгновенно нажал кнопку и заглушил двигатель. Дальше мы будто провалились, ударились, стукнулись очень прилично. Я сказал „Бэм!“ Но в некоторых газетах написали, что я сказал „чёрт“ (англ. damn). Для меня это было самой жёсткой посадкой в жизни. Потом мы наклонились и чуть перевалились набок. Это был страшный удар с последующим вертикальным и боковым движением. Всё затряслось, и я подумал, что все приборы сейчас отвалятся. Я был уверен, что что-то сломалось, и мы оказались в ситуации, когда нужно срочно прерывать миссию и аварийно взлетать… Мы застыли и ждали, когда на Земле оценят состояние всех систем. Они должны были сказать нам, остаёмся мы, или нет»
В начале процесса выгрузки «Лунного Ровера» упал. Пятясь назад, он одной рукой тянул трос, а другой снимал происходящее на кинокамеру, при этом споткнулся и завалился на спину. Дэвид Скотт помог коллеге встать на ноги.
Оставил на Луне несколько маленьких серебряных медальонов с отпечатками пальцев его жены Мэри и детей, микроплёнку с памятным буклетом, посвящённым первой высадке на Луну «Аполлона-11», и маленькую фотографию своего полного тёзки Дж. Б. Ирвина, которого он совсем не знал (за 2 месяца до полёта он получил письмо от некоей молодой женщины, которая прислала фотографию своего отца. В письме говорилось, что он всю свою жизнь мечтал о полёте на Луну и умер в возрасте 75 лет, незадолго до исторической высадки Нила Армстронга и  Базза Олдрина. Ирвин решил взять фотографию своего тёзки на Луну и оставить её там). Все оставленные предметы он сфотографировал.
Его внекорабельная деятельность на Луне за 3 выхода составила 18 ч 35 мин из 66 ч 54 мин, проведённых на Луне.
В ходе деятельности на Луне астронавты впервые удалялись от корабля настолько, что его не было видно. Они установили новый рекорд продолжительности внекорабельной деятельности – 7 часов 12 минут 14 секунд. Экипаж стал первым не подвергшимся послеполётному карантину после пребывания на Луне.

## Дальнейшая жизнь
После экспедиции на Луну, 27 октября 1971 года на космодроме в Хьюстоне перед 50 тысячами баптистов объявил, что на Луне «постоянно чувствовал связь с Богом, ощущал его присутствие гораздо сильнее, чем это было на Земле», стал проповедником и основал миссию «Высокий полёт» (англ. High Flight Foundation, др. вариант перевода — «Парить в воздухе»), которую возглавил вместе со своей женой Мэри.
Первоначально был назначен дублёром пилота лунного модуля «Аполлона-17», но в 1972 году был отчислен из НАСА за попытку сделать бизнес на марках, побывавших в космосе.
В дальнейшем проявил себя как христианско-фундаменталистский публицист, отстаивающий идеи младоземельного креационизма, заявляющий, что «Иисус, идущий по земле, важнее, чем человек, идущий по Луне». Начиная с 1973 года организовал и участвовал в нескольких экспедициях на гору Арарат в поисках останков Ноева ковчега; во время последней из них в 1982 году (за возможность совершения которой он подарил турецкому президенту Кенану Эврену флаг, побывавший на Луне) был травмирован при возвращении в лагерь.
Был членом профессиональной Ассоциации Военно-Воздушных Сил и международного Общества экспериментальных лётчиков-испытателей (SETP). Также был масоном, инициированным в ложе Теджона № 104 в Колорадо-Спрингс.

## Смерть
Умер от инфаркта миокарда 8 августа 1991 года, поздно ночью в госпитале. Первые признаки проблем с сердцем появились на Луне, когда датчики зафиксировали аритмию. Стал первым умершим из 12 землян, ступавших на поверхность Луны: позже в 1998 году от лейкоза умер Алан Шепард; в 1999 году разбился на мотоцикле Чарльз Конрад; в 2012 году умер Нил Армстронг; в 2016 году скончался Эдгар Митчелл; в начале 2017 года умер Юджин Сернан, в январе 2018 года скончался Джон Янг, в мае 2018 года скончался Алан Бин. По состоянию на декабрь 2023 года остальные 4 живы.
Посмертно включён в Зал славы астронавтов.

## Память и образ Д. Ирвина
В его честь в Колорадо были основаны школы имени Джеймса Ирвина. Заплатка, вырезанная Ирвином из рюкзака, брошенного на Луне во время миссии «Аполлона-15», была продана на аукционе Christie's в 2001 году за 310 500 долларов.
Посмертно включён в Зал славы астронавтов 4 октября 1997 года.
В мини-сериале 1998 года «С Земли на Луну» роль Д. Ирвина исполнил Гарет Уилльямс.